# Президентство Сапармурата Ниязова
Президентство 1-го президента Туркмении Сапармурата Атаевича Ниязова приходилось на период с 27 октября 1991 года по 21 декабря 2006 года.

## Культ личностиСапармурата Ниязова
- Титул «Туркменбаши» (дословный перевод — глава туркмен[1]), позже «Туркменбаши Великий», присвоен Сапармурату Ниязову официально, постановлением Меджлиса (парламента). Также в большом ходу были неофициальный титул «сердар» (вождь, главком) и многочисленные пышные эпитеты.
- Именем Ниязова в Туркмении названы город Туркменбаши (бывший Красноводск), значительное количество улиц, заводов, колхозов, школ. Самая высокая горная вершина Туркмении — пик Айрибаба высотой 3138 метров в хребте Койтендага (Кугитангтау) — теперь по-туркменски называется Beýik Saparmyrat Türkmenbaşy belentligi, что означает «Пик Великого Туркменбаши»[2].

- По всей Туркмении установлено более 14 тысяч памятников и бюстов Туркменбаши. Установлено несколько золотых статуй Ниязова, среди которых выделяется огромная 14-метровая вращающаяся вслед за движением Солнца скульптура в Ашхабаде стоимостью 10 млн долларов.
- Изображения и портреты Туркменбаши были размещены на тысячах плакатов и транспарантов, бесчисленном множестве фотографий в помещениях учреждений, мечетей, кабин автомашин, в начале почти всех передач национального телевидения и первых полос газет, на упаковках промышленных и пищевых товаров, на бутылках с водкой «Сердар» («Вождь») и коньяком и т. д. По туркменскому заказу во Франции было начато производство туалетной воды «Туркменбаши» с ароматом, понравившимся Ниязову. На герб Туркмении был помещён портрет любимого коня Туркменбаши.
- В 2001 году, к десятилетию независимости Туркмении, Центробанк страны отчеканил юбилейную золотую монету достоинством в 1000 манат, на аверсе которой изображен портрет Туркменбаши. На последнем выпуске разных номиналов национальной валюты маната помещены портрет Туркменбаши и его личная подпись.
- В дни праздников местная пресса публиковала поздравления в адрес Туркменбаши от имени Кабинета министров, Меджлиса, Халк Маслахаты, других государственных органов примерно следующего содержания:  Каждый подданный нашей страны прекрасно осознает ценность Вашей выдающейся деятельности. Ваш священный труд на ниве внутренней и внешней политики достоин великого признания. Вы, истинный сердар (вождь) нашего народа, за считанные годы независимости стали известным политиком мирового уровня. Этому мы радуемся вместе со всем нашим народом.

Среди населения поощрялось распространение доверительных рассказов о божественных способностях Ниязова одним только взглядом на лету убивать муху, вызывать или остановить дождь и т. п.
Школьники начинали утро с клятвы на верность Туркменбаши.
- Иногда Туркменбаши «пытался сдерживать» своё увековечивание и время от времени обращался с призывами прекратить ставить прижизненные памятники. На одном из заседаний Народного Совета в 1995 г. Туркменбаши заявил, что отныне для присвоения его имени чему бы то ни было необходимо получить разрешение. Однажды объявил конкурс на ме́ньшую похвалу и отказался от шестого звания Героя республики.

- Ко дню рождения Туркменбаши был приурочен и праздновался с большим размахом государственный праздник День национального флага Туркмении. По этим дням (19 февраля) проводились праздничные фейерверки, обходившиеся около миллиона долларов каждый.
- Годовщина избрания Ниязова на пост президента (21 июня 1992 года) отмечалась в Туркмении ежегодно, хотя и не являлась официальной праздничной датой.
- Туркменбаши возглавлял созданную в 1991 году по его инициативе Гуманитарную ассоциацию туркмен мира, которая объединяет туркменскую диаспору. В 1994 году основал Движение национального возрождения «Галкыныш».
- Туркменбаши пять раз удостаивался звания Герой Туркменистана и награждался медалью «Алтын Ай» («Золотой Полумесяц»). Кавалер ордена «Рухыбюлент» («Величие духа») и других наград.
- За разработку концепции государственной независимости и нейтралитета Ниязову присвоена ученая степень доктора политических и экономических наук и звание академика Академии наук Туркмении. Туркменбаши удостоен почётных званий ряда зарубежных академий и университетов.
- В 2001 году Ниязов закончил работу над книгой об историко-духовном пути туркменского народа «Рухнама».

## «Рухнама» и литературное творчество
Философско-историческое исследование духовности туркменского народа — «Рухнама» («Книга духа»), автором которого считается Сапармурат Ниязов — было впервые издано в 2001 году. По мнению Ниязова, туркменам принадлежит первенство в ряде изобретений, например, колёса и телеги. Они же первыми начали плавить металл. Также, по его версии, предки современных туркмен основали более 70 государств на территории современной Евразии.
В 2004 году Туркменбаши издал второй том «Рухнамы» с изложением наказов и заветов настоящим и грядущим поколениям страны. «Когда я закончил писать первую и вторую книги „Рухнама“, — рассказал Туркменбаши, — я попросил Аллаха о том, чтобы тот, кто сможет эту книгу прочитать трижды, у себя дома, вслух, час на рассвете, час вечером — чтобы он сразу попадал в рай».
«Рухнама» изучалась как отдельный предмет в школах и вузах страны. Знание этой книги требовалось при профессиональной аттестации во всех учреждениях и организациях Туркмении. На предприятиях, в учреждениях, школах, вузах были оборудованы «комнаты Рухнамы», а в штатном расписании появились своеобразные «политруки» — те люди, для которых чтение и толкование «Рухнамы» стало профессией.
Бывший главный муфтий Туркмении Насрулла ибн Ибадулла был приговорён к 22 годам тюремного заключения, потому что он, по-видимому, отказался поднять «Рухнаму» до уровня Корана.
К настоящему времени «Рухнама» издана на 30 языках мира, в том числе на русском, китайском, английском, турецком, японском, персидском и даже на зулусском. Кроме того, выпущено издание в звуковом варианте и издание со специальным шрифтом для слепых. Общий тираж «Рухнамы» в 2005 году превысил миллион экземпляров.
2005 год решением Меджлиса (парламента) был объявлен в Туркмении годом «Рухнамы». Ежегодно 12 сентября отмечается государственный праздник «День рождения великой книги — Священной „Рухнамы“ Великого Сапармурата Туркменбаши».
Кроме того, Туркменбаши издал 2 тома лирических стихов и рассказов. Каждые новые стихи Туркменбаши зачитывались лично им в ходе специальных одно-полуторачасовых телевизионных трансляций.
Я — дух Туркмении, возродившийся, чтобы привести вас к золотому веку, — гласит одно стихотворение Туркменбаши. — Я ваш спаситель… У меня зоркий взгляд — я вижу всё. Если вы честны в своих поступках, я это вижу; если же вы совершаете грехи, и это не укроется от меня.
Многие его стихи положены на музыку и исполняются народными певцами, по мотивам его произведений написаны пьесы, которые идут в туркменских театрах.
Сам Туркменбаши утверждал, что тот, кто прочтёт его сочинение трижды, «станет умным, поймёт природу, законы, человеческие ценности и после этого попадёт прямо в рай». По сообщениям некоторых российских СМИ, в 2004 году в Туркмении планировалось даже заменить традиционное для мусульман приветствие салам алейкум словом Рухнама.
После смерти Туркменбаши изучение «Рухнамы» стало постепенно сокращаться: сначала — в 2008 году — в вузах страны изучение творения Ниязова прекратило существование как самостоятельная учебная дисциплина, его включили в общую программу по обществоведению, затем, в 2011 году, в школах был отменён обязательный выпускной экзамен по «Рухнаме» (который заменили экзаменом по информатике), а с 2013 года «Рухнама» исчезла из школьной программы.

## Некоторые нововведения Туркменбаши
Подавляющее большинство перечисленных ниже нововведений и ограничений, иногда затрагивающих фундаментальные правовые вопросы (такие, как право на здравоохранение, образование, частную жизнь и т. п.), было введено указами президента Туркмении. Ниязов, в отличие от большинства лидеров посткоммунистических государств, предпочитал лично принимать законы.

### «Новый календарь»
По распоряжению Туркменбаши были переименованы дни недели: понедельник получил название башгюн (главный день), вторник — яшгюн (молодой день), среда — хошгюн (благоприятный день), четверг — согапгюн (праведный день), пятница — аннагюн (анна — традиционное персидское название пятницы, к которому добавлено тюркское гюн), суббота — рухгюн (духовный день, в честь Рухнамы), воскресенье — дынчгюн (день отдыха).
Утверждённый Туркменбаши «Новый календарь» представлял собой всё тот же григорианский календарь, но с изменёнными названиями месяцев. Январь, по решению Туркменбаши, в Туркмении получил название «туркменбаши», февраль — «байдак» (месяц знамени), март — «новруз» (в честь Иранского Нового года, издавна усвоенного туркменами), апрель — «гурбансолтан-эдже» (так зовут мать президента), май — «махтумкули» (так зовут любимого поэта президента), июнь — «огуз» (в честь мифического прародителя тюрков Огуз-хана), июль — «горкут-ата» (персонаж туркменского эпоса). Месяц август был переименован в «алп-арслан»: «в честь великого туркменского полководца Алп-Арслана». Сентябрь получил имя «рухнама», октябрь — «гарашсызлык» (месяц независимости), ноябрь — «санджар» (исторический деятель Туркмении), декабрь — «битараплык» (месяц нейтралитета).

### «Жизненные циклы»
Туркменбаши распорядился разделить человеческую жизнь на 12-годичные циклы. По этой системе детство заканчивается в 13 лет, юность — в 25, молодость продолжается до 37, «возраст мудрости» начинается в 73 года, старость — в 85 лет. Сам Туркменбаши на момент принятия акта оказался в «возрасте вдохновения» (61—73). Секс как средство увеселения был запрещён. «Каждый истинный туркмен, — говорится в „Рухнаме“, — должен отождествлять себя со своей страной, её культурой и бытом. Совокупление всегда было и остаётся для подлинного гражданина делом детопроизводным, исключительно государственным. Личное удовольствие не распространяется на прогрессивную культуру туркменского народа».

### Праздник дыни
Туркменбаши учредил праздник в честь дыни и приказал всем в нём участвовать. «Этот дар богов имеет славную историю, — объявило туркменское телевидение. — Наш великий вождь, который очень любит свою страну, возвеличил имя вкусной дыни и поднял его до уровня национального праздника».

### Пенсионная «реформа»
Туркменбаши объявил, что имеющие совершеннолетних детей пенсионеры должны содержаться ими. Кроме того, не имели права на пенсии те, кто не может подтвердить свой стаж работы документально.
Одинокие пенсионеры должны были сдать квартиры государству и переселиться в дома для престарелых, за содержание в которых должна была отчисляться часть сохранённой пенсии.
Пенсионные выплаты колхозникам были уменьшены и приостановлены на два года, а «переплаты» колхозникам-ударникам времен СССР, когда «главе семьи неправомерно начислялась повышенная пенсия», должны были быть возвращены.

### «Реформа» здравоохранения
В марте 2004 года Ниязов отдал приказ об увольнении 15 тысяч медицинских работников. Такой смелый свой шаг президент Туркмении обосновал заявлением, что если на обучение врачей потрачены большие государственные деньги, то они и должны сами обеспечивать всё здравоохранение страны. Будучи последовательным политиком, он уволил практически всех медицинских сотрудников среднего звена — медсестёр, акушерок, санитарок, фельдшеров.

### «Реформа» образования
В 1998—2000 годах указами Ниязова была сокращена продолжительность среднего и высшего образования в стране: 9 лет обучения в школах, всего два года в вузах (дополнительные два года занимала практика). Были ликвидированы институты повышения квалификации учителей, введён запрет на внедрение новых методов обучения.
Ниязов объявил недействительными все дипломы иностранных вузов, полученные за последние 10 лет, а также все дипломы иностранных вузов, которые были получены вне официальных государственных программ. Студенты, получившие образование за рубежом, должны были подтвердить свою квалификацию путём сдачи экзамена по профессии (а также по «Рухнаме»).
В школах прекращено преподавание основ физической культуры и трудового обучения, вместо них введено профессиональное обучение.
В 2003 году было объявлено о запрете поступать в институт сразу после школы (для поступления требуется поработать два года). Одновременно был установлен добровольный призыв в армию с 17 лет (хотя по-прежнему призывали с 18 лет).

### «Реформа» науки
Была закрыта Академия наук Туркмении.
С 1998 года в стране не было присвоено ни одной кандидатской или докторской учёной степени.
В 2007 году Гурбангулы Бердымухаммедов восстановил Академию (первоначально как общественную организацию), а также распорядился возродить институты аспирантуры и докторантуры в ВУЗах страны. В 2009 году Академия была восстановлена в статусе государственного учреждения.

### «Реформа» культуры
В 2001 году Туркменбаши упразднил балет, а также оперу, цирк, Национальный ансамбль народного танца. «Я не понимаю балет, — заметил он. — Зачем он мне? …Нельзя привить туркменам любовь к балету, если у них в крови его нет». «Я как-то ходил с женой в Ленинграде на оперу „Князь Игорь“ и ничего не понял».
В 2005 году было запрещено исполнять нетрадиционную музыку по телевидению, радио и в общественных местах, а также были запрещены фонограммы при выступлениях артистов.
Нетуркменские культурные организации не имели права действовать в стране.
После смерти Ниязова запреты на оперу и цирк были отменены, однако по состоянию на 2017 год балет по-прежнему находится под запретом.

### Социальные реформы
Постановлением парламента по предложению Туркменбаши до 2030 года в Туркмении должны были оставаться бесплатными для всего населения страны электроэнергия, газ, вода и пищевая соль. Однако летом 2017 года преемник Ниязова Гурбангулы Бердымухамедов поручил правительству отменить все указанные льготы: «льготы должны предоставляться не всем подряд, а только тому, кто действительно нуждается в социальной помощи». Право на получение бесплатного бензина, введённое, впрочем, уже после смерти Ниязова, было упразднено ещё ранее, в апреле 2014 года.
В 2002 году Туркменбаши приурочил к своему дню рождения указ, согласно которому каждый гражданин страны, достигший 62-летнего возраста, имеет право на дополнительный выходной день и денежное пособие на покупку жертвенного барана.
Пособия инвалидам были отменены, и им предписывалось переселиться в дома для инвалидов.

### Правовая реформа
Принятый в 1998 году новый гражданский кодекс страны получил официальное наименование «Гражданский кодекс Туркменистана Сапармурата Туркменбаши».
В 2003 году Министерство юстиции преобразовано в Министерство адалат (что на русский можно перевести как «справедливость»), которому среди прочего подчинены нотариальные конторы, коллегия адвокатов, загсы и централизованная служба экспертов-криминалистов.
Министерству было поручено провести «инвентаризацию всего имущества страны», как государственного, так и частного, и контролировать его использование.

### Экономические новации
Было объявлено, что чистая вода горных рек страны «должна использоваться исключительно в качестве питьевой», которая всегда будет бесплатна. Рытьё частных колодцев в Ашхабаде и округе при этом было запрещено.
До 2003 года цена бензина для населения была установлена в 2 цента за литр. Цены на муку, хлеб и др.товары в пределах карточных норм дотировались.
В мае 2004 года Туркменбаши открыто заявил, что является одним из крупнейших бизнесменов страны. По его словам, он взял банковский кредит и разводит экологически чистых кур, которых «кормит выращенными в горах пшеницей и ячменем». На птицеводческой ферме Туркменбаши содержится 41 тысяча птиц (20 тысяч петухов, 21 тысяча кур), которые продаются в столичные рестораны по 8 долларов за килограмм.

### «Кто меньше хвалит Туркменбаши»
В 2003 году Ниязов объявил конкурс для тележурналистов под названием «Кто меньше хвалит Туркменбаши». «От хвалебных од я готов сквозь землю провалиться. Ведь каждая песня — обо мне. От стыда глаза некуда девать», — «признался» тогда Туркменбаши. В 2006 году Туркменбаши вновь сокрушался: «Я прошу творческих работников, не захваливайте, не возвеличивайте меня. Мне очень тяжело все это сносить. Если бы здесь была яма, то я бы упал в неё от ваших похвал. Помогите мне, чтобы я смог спокойно жить. Если вы не будете меня хвалить, это будет для меня большой помощью».

### Дань уважения собственным родным
В знак своей безграничной любви к давно умершей матери, Гурбансолтан-эдже, Туркменбаши переименовал традиционный хлеб чорек в «гурбансолтан-едже».
Богиню правосудия Фемиду в стране изображали с лицом матери Туркменбаши.
Туркменбаши соорудил большой комплекс родового мавзолея Ниязовых. Там в отдельных зданиях-усыпальницах покоится прах его давно умерших отца, матери и двух братьев.
2004 год был объявлен «Годом Героя Туркменистана Атамурата Ниязова — отца первого президента Туркмении Сапармурата Ниязова», 2003 год был «Годом Героя Туркменистана Гурбансолтан-едже — матери первого президента Туркмении Сапармурата Ниязова».

### Крупнейшая в Средней Азии мечеть
В родовом селении С. Ниязова Кипчак под Ашхабадом в 2004 году была открыта крупнейшая в Средней Азии и самая большая однокупольная мечеть в мире «Туркменбаши Рухы», вмещающая до 10 тысяч человек. Строительство обошлось в 100 миллионов долларов.
Рядом с мечетью одновременно был построен мавзолей президента и его ближайших родственников, в котором его и похоронили в декабре 2006 года.

### Изменение облика Ашхабада
Градостроительство, дворцы и фонтаны
В июле 2003 года в Ашхабаде заменены порядковыми номерами названия всех улиц, кроме девяти основных магистралей, часть которых названа в честь Туркменбаши, его отца и матери и национального поэта Махтумкули. Центральная Дворцовая площадь обозначена числом 2000, которое должно символизировать начало XXI века. Остальные улицы получили бо́льшие или ме́ньшие четырёхзначные численные названия.
В столице в первоочередном порядке были построены полтора десятка дворцов и каскадов фонтанов.
«Мы строим только белым мрамором, — говорил Сапармурат Ниязов. — Люди жадные этого не понимают, стараются из чего-то другого строить, приходится приказывать».
Дворец счастья
Туркменбаши велел соорудить в Ашхабаде огромный Дворец бракосочетаний «Багт кошги» («Дворец счастья»), носящий имя Гурбансолтан-эдже (матери Сапармурата Туркменбаши).
Дворец прессы и СМИ
Чтобы «модернизировать материально-техническую базу службы печати и создать все условия для полноценной работы журналистов», в Ашхабаде было велено соорудить за 17 миллионов долларов «Дворец прессы».
Президент собственноручно утверждал первую страницу всех основных печатных изданий в стране, на которых всегда помещался его портрет.
Ранее, в 2003 году, был запрещён ввоз в страну и распространение иностранных печатных изданий, включая подписку на периодику. В стране была прекращена трансляция российских телеканалов и радиостанций. Доступ в Интернет также был ограничен.
Ледовый дворец в пустыне
Туркменбаши приказал построить ледовый дворец в пустыне предгорья Копетдага. «Давайте построим ледовый дворец — величественный и большой, способный вместить тысячу человек», — сказал Туркменбаши. — «Наши дети могут учиться кататься на лыжах, мы можем построить там кафе и рестораны». В 2006 году французская компания «Bouygues» завершила строительство первого Национального олимпийского ледового дворца в южной части Ашхабада.

### Грандиозные планы Туркменбаши
Зоопарк с пингвинами
Туркменбаши заявил о намерении потратить 18 миллионов долларов на строительство зоопарка в пустыне Каракумы, где температура достигает +40 °C в тени. При этом Туркменбаши отдельно предписал, что в зоопарке обязательно должны быть пингвины, поскольку, по его мнению, им угрожает вымирание от голода в результате глобального потепления.
Озеро в пустыне
В 2005 году Туркменбаши организовал строительство искусственного Туркменского озера в пустыне Лебапского велаята (бывшей Чарджоуской области) с дренажными каналами к реке Амударье для снижения минерализации этой главной реки Туркмении и Средней Азии.
Лес в пустыне
В марте 2006 года Туркменбаши поручил правительству посадить в пустыне вокруг Ашхабада лес площадью 1000 квадратных километров. Хотя специалисты Туркменбаши к его новой идее относились скептически, сам Ниязов был уверен, что ему удастся превратить пустынные земли вокруг туркменской столицы в цветущий сад.
Символы развития
Туркменбаши приказал изготовить самый большой в мире башмак — как символ семимильных шагов, которыми движется нация.
В июне 2004 года российско-украинская ракета-носитель «Днепр» доставила в космос специальный контейнер, в котором находятся государственный флаг Туркмении и штандарт президента. На головной части ракеты также было нанесено изображение государственного флага Туркмении.

### Правила, ограничения и запреты
Дорожные правила
Туркменбаши подчинил Госавтоинспекцию Министерству обороны.
В автомобилях было запрещено курить и пользоваться не только сотовыми телефонами, но и магнитолами и радиоприемниками.
Правила для чиновников
С 2004 года государственным служащим запрещалось иметь золотые зубы. «Я горжусь, что у меня все зубы белые. В Туркмении мода на золотые коронки существовала, когда мы жили плохо. Настало время отказаться от пережитков прошлого», — прокомментировал Туркменбаши.
Курение в организациях и учреждениях, а также в общественных местах было полностью запрещено.
Для министров был проведён 36-километровый забег по специально построенной около столицы «тропе здоровья».
При очень частых увольнениях высших чиновников Туркменбаши непременно во всеуслышание объявлял о том, сколько у того жён и любовниц, какие у них наряды, украшения. При личных встречах, благодаря осведомителям, он любил оглашать подробности личной жизни приближённых и членов их семей.
При встрече с Туркменбаши были обязательны поцелуи унизанной перстнями правой руки президента.
Однажды на отдыхе в резиденции на каспийском побережье, когда глава Демократической партии Туркменистана Онджук Мусаев назойливо досаждал подхалимством, Туркменбаши дал ему пинок под зад. Мусаев, нисколько не смутившись или обидевшись, повернулся и подобострастно сказал: «Простите, мой дорогой президент, за то, что я неосторожным движением своего зада задел Вашу ногу».
Бытовые правила
С 2003 года молодым людям предписывалось не носить длинные волосы, бороду, усы и золотые зубы. 
Поскольку, по словам Туркменбаши, «на телеэкране мужчин от женщин отличить можно с трудом» и «чтобы прекрасная пшенично-белая кожа туркменок представала во всей красе», телевизионным дикторам было запрещено гримироваться. «Женщины, а иногда и мужчины, покрыты слишком толстым слоем пудры. Это недопустимо».
Свадебные и прочие торжества начинались с песни и тоста, посвящённых Туркменбаши. Чтобы на свет появился мальчик, Туркменбаши советовал женщинам во время беременности питаться исключительно мясом молодого барашка.
Специальным указом Туркменбаши запрещалось употребление в общественных местах табачного порошка нас (махорка или табак с добавлением гашеной извести, золы растений, и других добавок), его продажа допускается только в специально отведенных для этого местах.
Жителям Ашхабада было запрещено держать больше одного домашнего животного. Каждая семья, проживающая в столице, имеет право завести одну кошку или одну собаку. Обзаводиться скотом, гусями и пчелами ашхабадцы права не имеют.
Особым указом были запрещены также видеоигры.
Правила для иностранцев
Специально созданной в 2004 службе по регистрации иностранных граждан было предписано осуществление надзора за исполнением иностранными гражданами законов Туркмении во время их пребывания в стране и проезде транзитом в третьи страны. При въезде в страну особо регистрировались бородатые иностранцы.
Для иностранцев, желающих жениться на туркменках, был установлен государственный калым в 50 тысяч долларов.